# Брахикефализация
Брахикефализа́ция (от др.-греч. βραχύς «короткий» и ϰεφαλή «голова») — процесс изменения формы головы человека в сторону высоких значений головного указателя, протекающий в тех или иных популяциях на протяжении определённого периода времени. Результатом этого процесса является постепенное расширение и округление черепной коробки. Противопоставляется долихокефализации — процессу снижения значений головного указателя.
Брахикефализация в ряду таких процессов длительного изменения антропологических признаков и свойств человека, как грациализация или эпохальная акселерация относится к процессам эпохальной изменчивости. Как и большинство подобных процессов брахикефализация фиксируется по данным изучения палеоантропологических материалов. Так, исследования ископаемых остатков человека в палеолите показывают абсолютное преобладание в эту эпоху у людей долихокефалии. Мезобрахикранные черепа появляются только в позднем палеолите — в Солютре. В находках, приближающихся по времени к неолитическому периоду, отмечается всё большее изменение размеров черепов в сторону брахикранных значений. В материале неолитических раскопок представлены уже целые серии брахикранных черепов. Позднее, в средневековье, начиная со второй половины 2-го тысячелетия н. э., темпы брахикефализации заметно ускоряются. Между тем в некоторых регионах планеты с 1950—1970-х годов стала отмечаться дебрахикефализация — значения головного указателя стали возвращаться к более низким показателям.
Брахикефализация наблюдается у большого числа человеческих групп и популяций, преемственность изменений которых прослеживается в течение длительного времени. Наиболее широко брахикефализация отмечается на территории Северной Евразии. Менее распространён этот процесс в Северной Америке (среди индейцев), на Ближнем Востоке и в Северной Африке. Ряд областей брахикефализация практически не затронула — в основном это тропические регионы Южной Азии и Океании, а также регионы Африки, населённые представителями негроидной расы. В противоположность брахикефализации, обратный ей процесс, долихокефализация, встречается у людей сравнительно редко.
Имеется ряд предположений, объясняющих причины брахикефализации, но общепризнанной гипотезы в современной антропологии нет. Брахикефализация, вероятнее всего, является частью эволюционного процесса сферизации черепа.